# 阿斯特拉罕卡 (烏克蘭)
阿斯特拉罕卡是位於烏克蘭東南部扎波羅熱州的村莊，由梅利托波爾區的米爾內市鎮負責管轄。該村始建於1825年，面積6.3平方公里，海拔高度38米，2001年人口1,223人，人口密度每平方公里194.1人。

## 历史
阿斯特拉罕卡建立於1825年，当时隶属于俄羅斯帝國坦波夫省，得名于数年前从阿斯特拉罕省迁移至此定居的莫罗堪派教徒。

## 外部連結
- Астраханка （页面存档备份，存于）
- Погода в селі Астраханка （页面存档备份，存于）.